# Neuilly-en-Sancerre
Neuilly-en-Sancerre is een gemeente in het Franse departement Cher (regio Centre-Val de Loire) en telt 212 inwoners (1999). De plaats maakt deel uit van het arrondissement Bourges.

## Geografie
De oppervlakte van Neuilly-en-Sancerre bedraagt 27,4 km², de bevolkingsdichtheid is 7,7 inwoners per km².
De onderstaande kaart toont de ligging van Neuilly-en-Sancerre met de belangrijkste infrastructuur en aangrenzende gemeenten.

## Demografie
Onderstaande figuur toont het verloop van het inwonertal (bron: INSEE-tellingen).